# Вектигальное право
Вектигальное право (лат. ius in agro vectigali) — обычай в Западной Римской Империи, при котором принадлежащие государству неотчуждаемые земли арендовались частными лицами для возделывания за плату (лат. vectigal), такие земли носили название лат. agrivectigales. Наследственная долгосрочная аренда принадлежащих государству земель за годовую плату.
Вектигальное право отличается от эмфитевтического тем, что у собственника земли нет преимущественного права купли-продажи, пока вносится арендная плата. Книга шестая Дигест Юстиниана: 

Вектигальными (арендованными у государства) землями называются те, которые сняты внаем навсегда, то есть с таким условием, что, пока за них уплачивается арендная плата, до тех пор не разрешается их отбирать ни у тех, кто снял их внаем, ни у тех, кто является преемником этих лиц… Те, которые наняли участок у граждан муниципии навсегда с целью извлечения плодов, хотя и не становятся собственниками, однако, имеют вещный иск против любого владельца и против самих граждан муниципии, но только если они уплачивают арендную плату— 
Также вектигальное право отличали обязанность арендатора по обработке земли, право арендатора на уменьшение арендной платы ввиду неурожая.
Данный обычай положил начало институту эмфитевзиса, с которым существовали параллельно и объединены в праве Юстиниана как emphyteusis, однако по мнению Д. В. Дождева эмфитевзис является подвидом вектигального права в постклассический период на востоке империи.